# Jan Teding van Berkhout

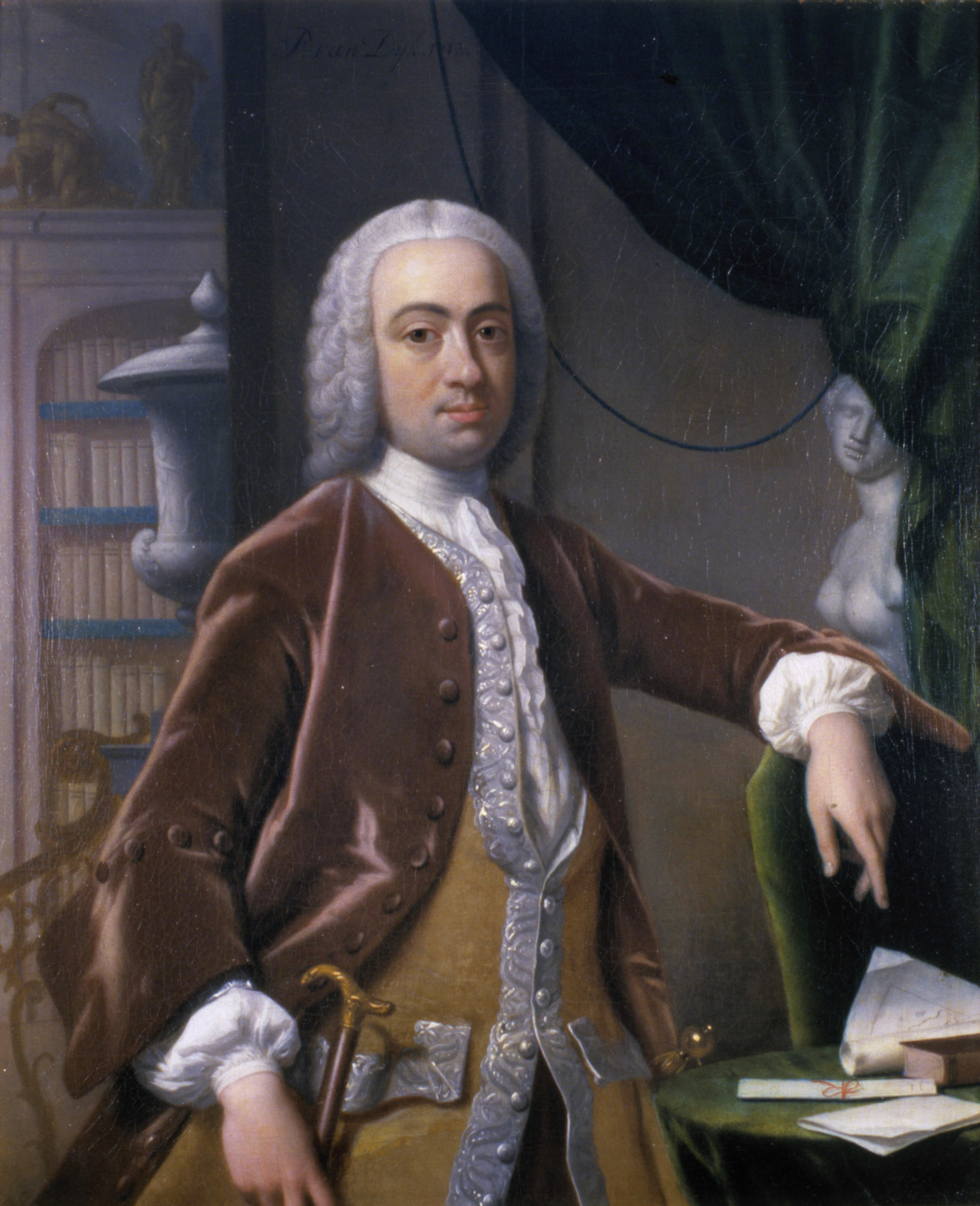
Jan Teding van Berkhout (Philip van Dijk, 1742)

Jan Teding van Berkhout (Leiden, 27 januari 1713 - (Rijswijk, 2 oktober 1766) was onder meer burgemeester van Delft en bewindhebber van de Oost-Indische Compagnie.
Teding van Berkhout had een brede belangstelling. Hij zat in de veertigraad van Delft, was havenmeester binnen en buiten Delft, weesmeester, schepen en gedeputeerde ter dagvaart. In 1763 was hij burgemeester van Delft, zoals eerder ook zijn oom Paulus Teding van Berkhout. Hij maakte deel uit van de Rekenkamer Holland en was bewindhebber van de Oost-Indische Compagnie.
Jan Teding van Berkhout woonde op de buitenplaats Pasgeld. Hij was getrouwd met Cornelia Hillegonda van Schuylenburch. Pasgeld lag ten noorden van Delft, aan de westzijde van de Vliet, en was in 1670 door de familie gekocht. Teding van Berkhout overleed aldaar en werd op 8 oktober 1766 in de Nieuwe Kerk in Delft begraven. 
Zijn zoon Willem Hendrik Teding van Berkhout werd in 1808 burgemeester van Delft. Naar hen en hun (oud)oom Paulus is in Delft de Teding van Berkhoutlaan vernoemd.